# Saint-Luc-de-Bellechasse
Pour les articles homonymes, voir Saint-Luc et Bellechasse (homonymie).
Saint-Luc-de-Bellechasse est une municipalité dans la municipalité régionale de comté des Etchemins, située dans la région administrative de Chaudière-Appalaches, au Québec, au Canada.
Saint-Luc est un village comptant 449 habitants. Son principal attrait touristique est le Camp forestier de Saint-Luc.

## Histoire

### Chronologie
- 1862: arrivée du premier habitant, Nazaire Pouliot.
- 8 mai 1912: fondation de la paroisse sous la dénomination de Saint-Abdon qui sera modifiée pour Saint-Luc en 1919, notamment pour des raisons de difficultés de prononciation et d'orthographe.  "Luc" a été choisi en mémoire d'un certain Luc Gilbert de Saint-Augustin-de-Portneuf qui aurait fourni une importante somme pour rendre possible la construction du presbytère.
- 12 août 1921: fondation de la municipalité de paroisse de Saint-Luc.
- 11 octobre 1997: la municipalité de paroisse de Saint-Luc devient la municipalité de Saint-Luc-de-Bellechasse.

### Les débuts
La paroisse a été formée par l’union d’une partie du Canton de Ware et d’une partie du Canton de Standon.

#### Le Canton de Ware
Au XIXe siècle, de nouveaux territoires sont divisés en cantons. En 1825, William Ware, député et arpenteur, a été mandaté par le Gouvernement du Bas-Canada pour explorer le canton qui sera nommé Ware en son honneur.
C’est en remontant la rivière Etchemin en canot que les pionniers sont venus défricher des terres qui accueilleront leur maison. Le premier à s’établir en compagnie de sa famille sur la partie du canton, qui fera partie de Saint-Luc, Saint-Abdon, est Nazaire Pouliot, en 1862.
Les premières familles à s’y établir vivent d’agriculture, malgré un sol peu propice aux cultures, et de chasse, les forêts regorgeant de gibier. Plus tard, l’exploitation forestière deviendra une activité importante pour les colons et leurs descendants.
Avant la canonisation de la paroisse, les habitants de Saint-Abdon bénéficient de services civils et religieux de la paroisse voisine, Sainte-Germaine, lieu d’origine de la plupart d’entre eux.

#### Le Canton Standon
La colonisation du Canton de Standon se fait un peu plus tard. En 1911, des gens arrivent de Saint-Lazare-de-Bellechasse, Saint-Damien-de-Buckland et de Saint-Léon-de-Standon, pour ne nommer que ces villages, pour défricher. Le premier à s’installer avec sa famille dans la partie de ce territoire qui deviendra Saint-Luc est Joseph Marcoux.

### Fondation de la paroisse

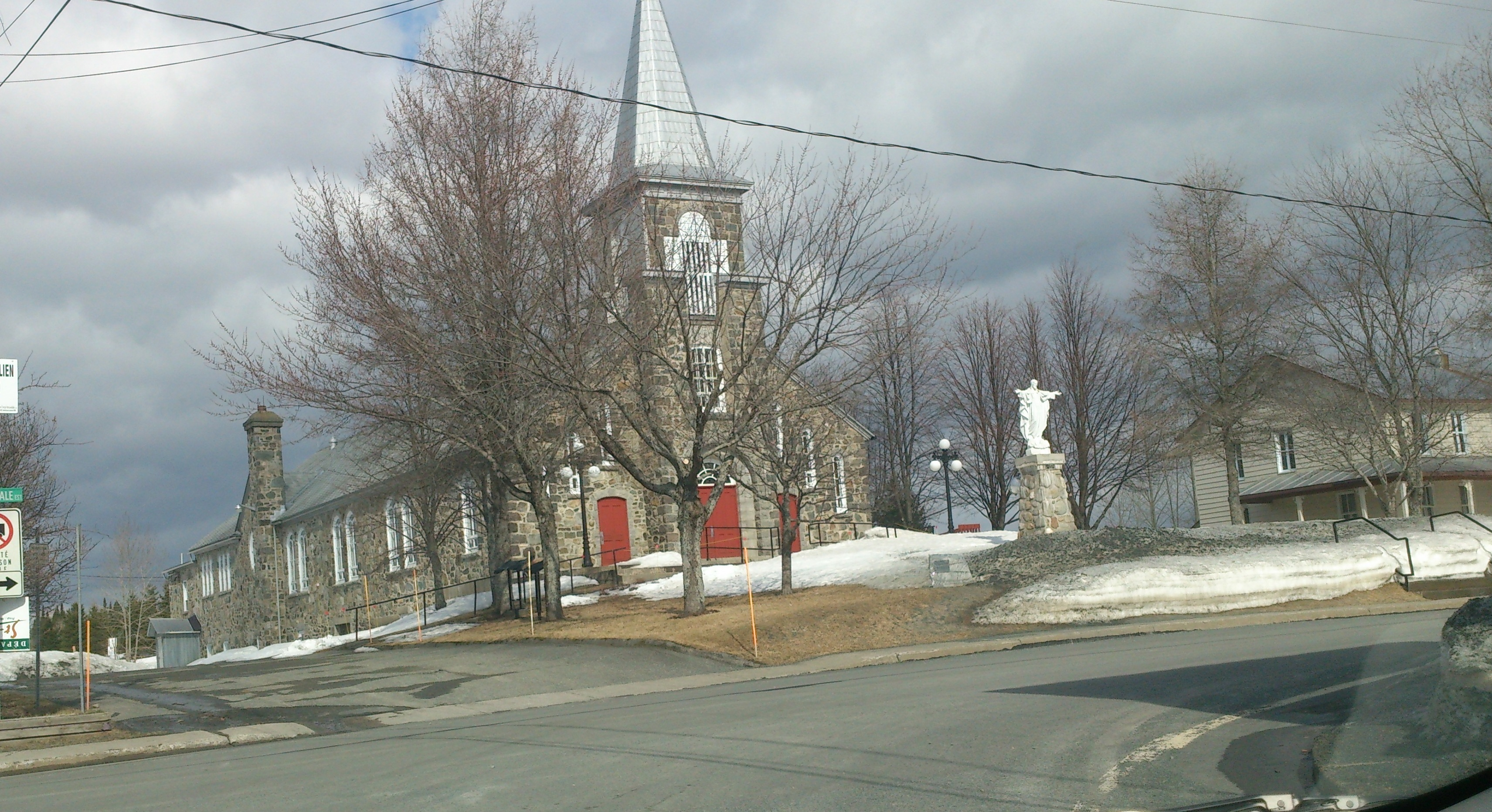
Église Saint-Luc-de-Bellechasse

La paroisse de Saint-Luc est érigée canoniquement en 8 mai 1912 après plusieurs années de discussion quant aux divers scénarios possibles, soit construire deux églises, en construire une seule à Saint-Abdon, une seule dans le rang 9 ans le canton de Standon ou une seule ralliant les deux secteurs colonisés, Mgr l’Archevêque E. Roy choisit la dernière option, celle de faire construire une église en plein centre de ce qui deviendra une seule et unique paroisse.
De 1912 à 1916, le curé de Saint-Léon-de-Stadon, l’abbé François-Xavier Côté, chante la messe dans la maison de Joseph Nadeau, dans le rang 9, qui reçoit les gens de son canton. Pour les gens de Saint-Abdon, le curé ou le vicaire de Sainte-Germaine se déplacent chez Alphonse Bisson.
En 1916, comme on ne peut toujours pas se permettre les coûts de la construction d’une église, une église-presbytère sera d’abord érigée.
Le curé fondateur de la paroisse est l’abbé Victor Rochette. Il exercera cette fonction de 1917 à 1923. La paroisse a d’abord été mise sous le patronage de saint Abdon, mais l’abbé Rochette demande que le nom soit remplacé par saint Luc en 1919.
En 1925, la construction de l’église débute. Onze ans plus tard, à l’été 1936, le bâtiment est la proie des flammes. Dès l’automne de la même année, les paroissiens entreprennent la reconstruction d’un presbytère et d’une église en pierre. Cette dernière est prête à temps pour y célébrer la messe de minuit.

### Création de la municipalité
Le 12 août 1921, le Gouvernement du Québec décrète l’érection civile de la paroisse. Le 14 septembre 1921 a lieu le premier conseil municipal. Le maire était Michel Larochelle.

## Géographie

### Hydrographie
Plusieurs cours d'eau du bassin de la rivière Etchemin, qui traverse la municipalité du nord-est au sud-ouest, coulent sur le territoire de la municipalité. La rivière Blanche coule du nord au sud jusqu'à sa confluence avec la rivière Etchemin.
À partir des lacs Ulric et Chabot, la Petite rivière Etchemin coule dans le sud-ouest de la municipalité en direction du sud-ouest.
À partir de son crénon dans le nord-est de la municipalité la rivière à Bœuf coule vers le sud-ouest jusqu'à la décharge Bœuf et rejoint sa confluence avec la rivière Etchemin au sud-ouest du village. À partir de son crénon dans le nord-est de la municipalité la rivière des Fleurs coule vers le sud-ouest.
À partir de son crénon dans le nord-est de la municipalité la rivière des Mornes coule vers le nord-est.
La rivière Blanche coule du nord au sud jusqu'à sa confluence avec la rivière Etchemin.

## Démographie
| 1921 | 1931 | 1941  | 1951  | 1956  | 1961 | 1966 | 1971 | 1976 |
| ---- | ---- | ----- | ----- | ----- | ---- | ---- | ---- | ---- |
| 491  | 585  | 1 006 | 1 098 | 1 090 | 949  | 859  | 730  | 629  |

| 1981 | 1986 | 1991 | 1996 | 2001 | 2006 | 2011 | 2016 | 2021 |
| ---- | ---- | ---- | ---- | ---- | ---- | ---- | ---- | ---- |
| 605  | 581  | 556  | 524  | 483  | 490  | 480  | 438  | 449  |

## Administration
Les élections municipales se font en bloc pour le maire et les six conseillers.
| Saint-Luc-de-Bellechasse Maires depuis 2001                                                                          |                 |                                  |          |
| Élection | Maire           | Qualité                          | Résultat |
| 2001 | Yvan Faucher    |                                  | Voir     |
| 2005 | René Leclerc    |                                  | Voir     |
| 2009 | René Leclerc    | Voir                             |          |
| 2013 | Denis Laflamme  |                                  | Voir     |
| 2017 | Denis Laflamme  | Voir                             |          |
| août 2018 | François Michon | Conseiller (2017-2018)           | Voir     |
| 2021 | Claude Nadeau   |                                  | Voir     |
| mai 2023 | Serge Plante    | Maire suppléante (mai-juin 2023) | Voir     |
| Élection partielle en italique Depuis 2005, les élections sont simultanées dans toutes les municipalités québécoises |                 |                                  |          |

## Développement

### Parc éolien du Massif du Sud
Des terres publiques et privées de Saint-Luc-de-Bellechasse accueillent, comme celles de trois autres municipalités de la région, soit Saint-Magloire, Saint-Philémon et Notre-Dame-Auxiliatrice-de-Buckland, un parc éolien d’une puissance installée de 150 MW comprenant 75 éoliennes. Le parc éolien du Massif du Sud est la propriété de EDF EN Canada et d’Enbridge. La construction du parc a débuté en automne 2011 et sa mise en service a eu lieu en janvier 2013.

## Attraits
- Camp Forestier de Saint-Luc.

D’abord un organisme à but non lucratif ayant pour objectif de faire connaitre Saint-Luc et ses importantes ressources forestières, le Camp forestier était doté d’un musée, soit une reconstruction d’un camp de bûcherons des années 1930-1940 dans lesquels des gens de Saint-Luc et de la région ont passé plusieurs hivers. Dans un des bâtiments, la « Cookerie », les visiteurs pouvaient prendre un repas comme il s’en faisait à l’époque. Aujourd’hui vendu, le Centre de vacances Camp Forestier Saint-Luc demeure un attrait important. Il offre encore une grande variété de services : hébergement dans des chalets d’apparence rustique et au camping, piscine et plateforme de jeux, relais motoneige et VTT, pêche à la truite et sentiers pédestres.
- Parc Nazaire Pouliot.

Parc municipal inauguré le 19 juillet 2012. Son nom a été choisi en l’honneur du premier habitant de Saint-Luc. Il offre aire de repos et tables de pique-nique.